# 83. п. н. е.

## Догађаји
- Римски војсковођа Сула се са својом војском из Грчке искрцава у Италију започевши тако Други римски грађански рат. У бици на планини Тифати побеђује популарску војску под Гајем Норбаном.
- Луције Линије Мурена, римски гувернер Азије, напада Понт изазвавши тако Други митридатски рат.

## Рођења
- Марко Антоније, римски политичар и генерал (у. 30. п. н. е.)